# Cabdill capgrís
El cabdill capgrís (Todirostrum poliocephalum) és un ocell de la família dels tirànids (Tyrannidae).

## Hàbitat i distribució
Viu als clars del bosc i ciutats de les terres baixes del sud-est del Brasil.